# غاري مور (لاعب كرة قدم)
غاري مور (بالإنجليزية: Gary Moore)‏ (29 ديسمبر 1968 بغرينتش في المملكة المتحدة - ) هو لاعب كرة قدم بريطاني في مركز الهجوم. لعب مع نادي مارغيت وماديستون يونايتد ‏ وألما سوانلي ‏.